# Kirchheim (Euskirchen)
Kirchheim is een plaats in de Duitse gemeente Euskirchen, deelstaat Noordrijn-Westfalen, en telt 2662 inwoners.